# Алжирский поползень
Алжирский поползень или кабильский поползень (лат. Sitta ledanti) — вид неперелётных птиц семейства поползневых. Эндемик Алжира.

## Описание
Очень схож с корсиканским поползнем, отличается от него тем, что чёрная передняя часть шапочки на голове у самцов резко отграничена от серо-голубой макушки (у самок шапочка тёмно-серого цвета). Нижняя часть тела более тёплого розовато-желтого оттенка. Над глазом проходит белая бровь. Общая окраска верхней части тела — серо-голубая.

## Голос
Когда напряжён или взволнован, голос — жёсткое «щиих», повторяемое несколько раз. Песня — медленно повторяемый гнусавый свист или флейтовая позывка c восходящей подачей и короткой концовкой, «вую-ди вую-ди вую-ди…», иногда стремительные двусложные трели, «ди-ду-ди-ду-ди-ду».

## Образ жизни
Существует маленькая популяция в алжирских древних горных лесах. Обитает в дубовых рощах (на высоте 350—1120 метров), или смешанных лесах, состоящих, например, из дуба, клёна, тополя, хвойных пород (на высоте 2000 метров). Гнездится в дуплах.

## Ареал
Встречается только на небольшой прибрежной территории в северо-восточном Алжире.

## Численность
Был открыт только в 1975 году. Общая численность оценивается в 1000—2499 взрослых особей.